# Lasioglossum colonicum
Lasioglossum colonicum är en biart som först beskrevs av Rayment 1953.  Lasioglossum colonicum ingår i släktet smalbin, och familjen vägbin. Inga underarter finns listade i Catalogue of Life.

## Bildgalleri

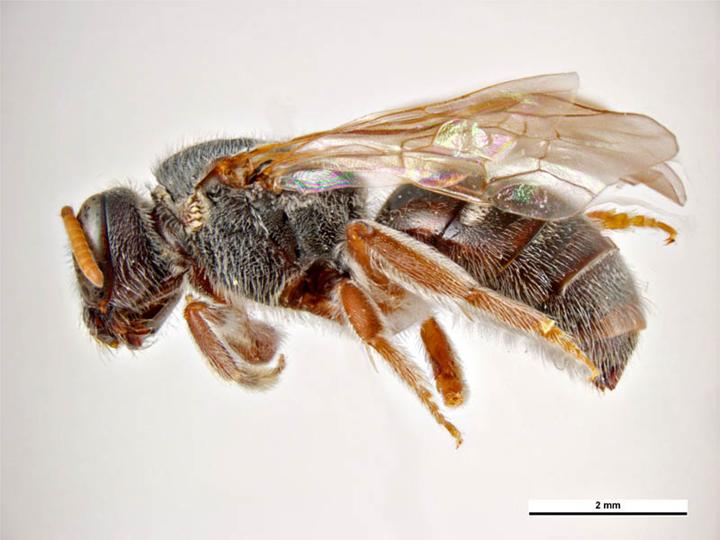